# Brevirostruavis
Brevirostruavis (que significa "pássaro de bico curto") é um gênero de ave enenatiornithine do Cretáceo Inferior da Formação Jiufotang de Liaoning, China. O tipo e única espécie é Brevirostruavis macrohyoideus. Esta espécie extintas de pássaro viveu há 120 milhões de anos. Os cientistas levantaram a hipótese de que o pássaro pode ter usado o bico curto e a língua comprida para capturar insetos da mesma forma que os pica-paus vivos usam a língua para tirar insetos de buracos na casca, madeira e galhos de árvores. Alternativamente, o pássaro pode ter se alimentado de pólen ou líquidos semelhantes a néctar de plantas na floresta onde vivia.

## Descrição
O holótipo do Brevirostruavis, IVPP V13266, preserva características da anatomia esquelética não vistas entre a árvore genealógica precoce e as aves existentes. O crânio mostra que tinha focinho relativamente curto e dentes pequenos, com ossos extremamente longos e curvos para a língua (chamada aparelho hióide).

## Paleocologia
Brevirotruavis vem da Formação Jiufotang do Cretáceo Inferior, que possui a maior e mais importante coleção de pássaros do Mesozóico.